# Hotokegaura
Hotokegaura (仏ヶ浦, también 仏宇多 Hotoke-ga-ura?) da nombre a una serie de formaciones rocosas en Sai, villa de la prefectura de Aomori (Japón). Desde hace siglos los fieles budistas han asociado las distintas formas con emanaciones de Buda. El conjunto está designado como lugar de belleza paisajística, así como monumento natural del país.

## Topografía y geología

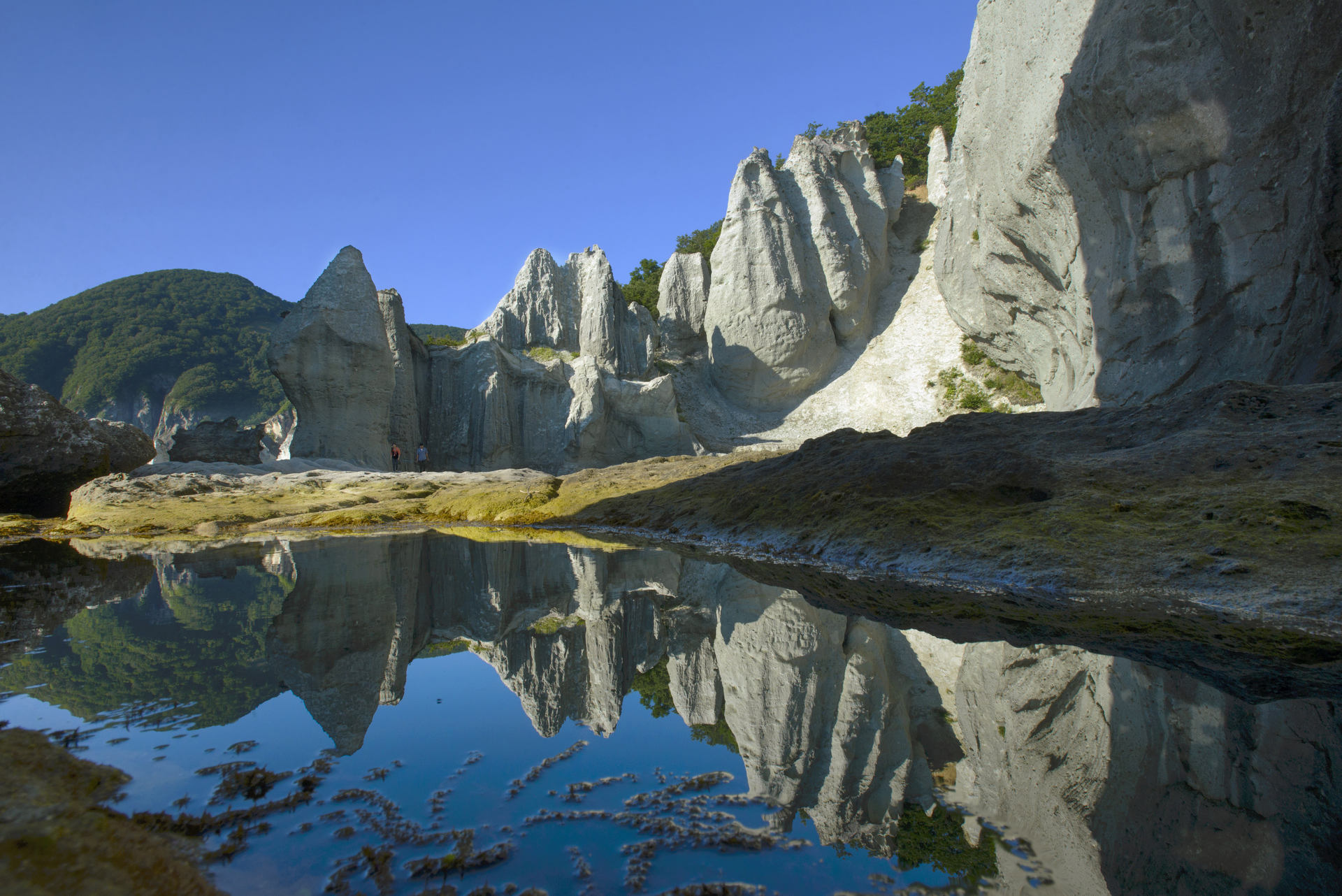
Las formaciones naturales megalíticas Hotokegaura.

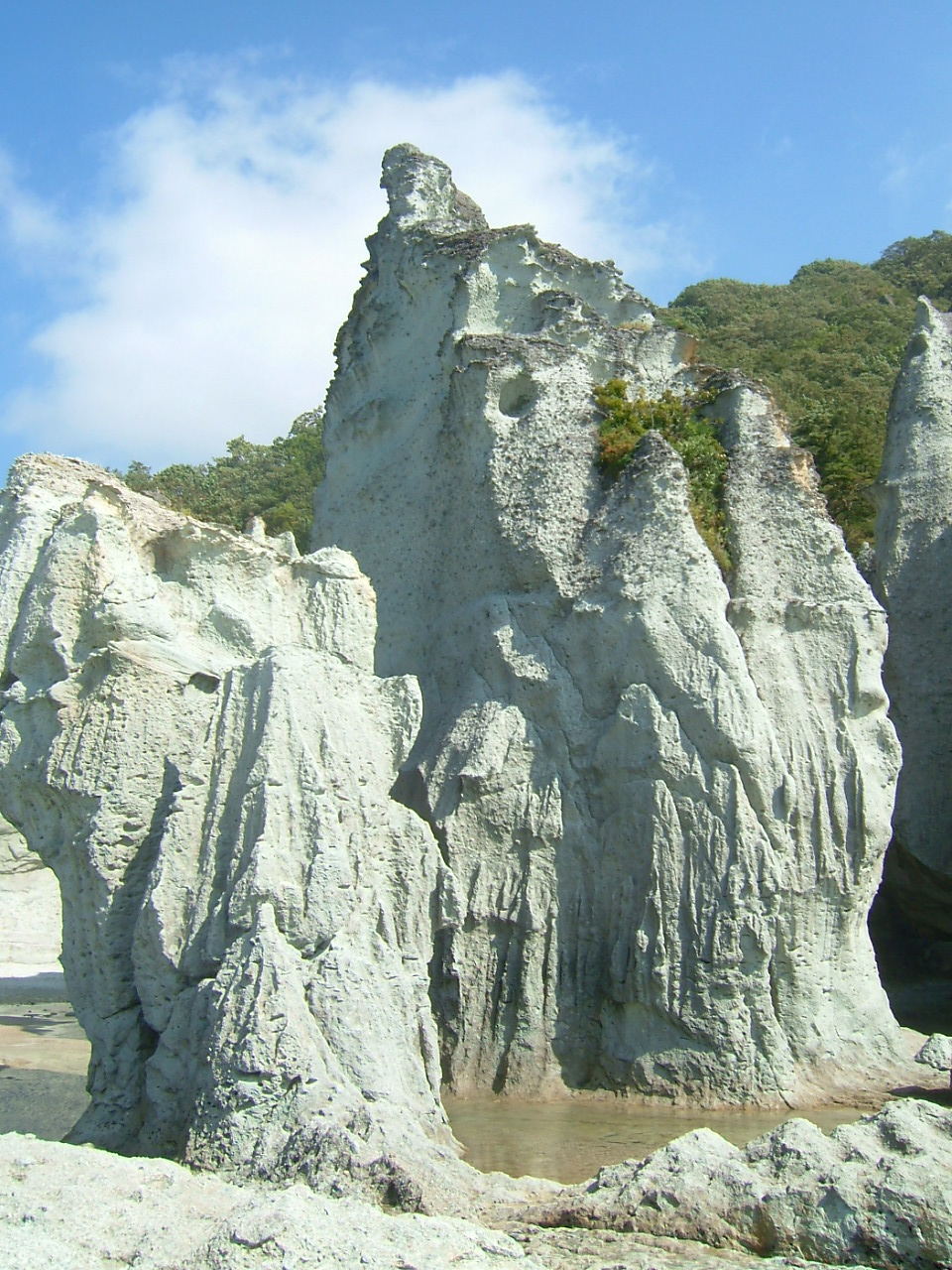
Detalle de las rocas al nivel del mar mostrando surcos tipo lapiaz.

Estas formaciones se ubican al noroeste de la península de Shimokita y están bañadas por las aguas del estrecho de Tsugaru, como parte de la prefectura de Aomori en el extremo norte de la isla de Honshu. La topografía de Hotokegaura está marcada por una curva en forma de media luna, que se extiende a lo largo de 1.5 km de costa y un ancho de 200 m. Detrás se encuentra un acantilado y un bosque; la playa presenta arena blanca y fina. El área alberga cientos de rocas, que varían en altura de 6 a 90 m.
Las rocas están formadas por lapilli de toba volcánica del Plioceno (4,2 a 4,1 millones de años), que ha sido desgastada por la erosión del mar hasta alcanzar las formas actuales. Dada la naturaleza áspera y frágil de la piedra, esta presenta una acción de la lluvia y el mar notables, que erosionaron una capa de riolita de color blanco azulado pálido. La parte superior suele presentar formas similares a los lapiaces, afiladas y con formas de pirámide o rectangulares, en tanto que a lo largo del resto de su superficie presenta numerosas muescas.

## En el budismo
Estas formaciones llevan el nombre de diferentes objetos de culto budistas según su forma, entre los que se incluyen diferentes reencarnaciones de Buda, así como flores de loto. De esta tradición surge el nombre «Hotokegaura», que significa «ensenada de Buda». Durante el festival anual del 24 de julio sus playas albergan el Jizō-dō, salón dedicado a Jizō Bosatsu. De acuerdo a la tradición, los peregrinos que visitaban el monte Osore, una de las tres montañas más sagradas del país, se dirigían tras terminar a Hotokegaura.